# Trèfle de Thal
Trifolium thalii
Espèce
Classification phylogénétique
Le trèfle de Thal, ou trèfle de Thalius (Trifolium thalii Vill.) est une espèce de plantes à fleurs du genre Trifolium (les trèfles) de l'ordre des Fabales et de la famille des Fabacées (ou Légumineuses, ou Papilionacées). C'est une petite plante gazonnante, poussant dans les massifs montagneux, Alpes et Pyrénées surtout, à fleurs blanches devenant ensuite rose vif. Son nom lui a été donné en hommage au botaniste allemand du XVIe siècle Johannes Thal.

## Description

### Écologie et habitat
C'est une plante vivace relativement rare, rencontrée dans les Alpes et le Jura ainsi que dans les Pyrénées, à des altitudes variant de 1000 à 3000 mètres. Elle pousse surtout sur sol calcaire, sur les pelouses, les rocailles, parfois à proximité des cours d'eau. La floraison a lieu de juin à août.

### Morphologie générale et végétative
C'est une plante herbacée gazonnante, très basse (5 à 15 cm), à souche épaisse émettant des rejets stériles. Les feuilles, longuement pétiolées, sont basales. Folioles ovales, légèrement dentées.

### Morphologie florale
Les fleurs sont hermaphrodites, en têtes globuleuses assez serrées. L'inflorescence est portée par un long pédoncule partant de la souche. Le calice à cinq dents est nettement plus court que la corolle. Les fleurs sont blanches au début, devenant très vite rose vif. La pollinisation est réalisée par les insectes.

### Fruit et graines
Le fruit est une gousse non incluse dans le calice. La dissémination est épizoochore.